# Lijst van 3FM Megahits in 1994
Deze hits waren in 1994 3FM Megahit op Radio 3FM:
| Nr. | Week    | Artiest                                       | Titel                                         | Hoogste positie in de Mega Top 50 |
| --- | ------- | --------------------------------------------- | --------------------------------------------- | --------------------------------- |
| 48  | Week 1  | Bryan Adams, Rod Stewart & Sting              | All for love                                  | 3                                 |
| 49  | Week 2  | Positive K                                    | I got a man                                   | 14                                |
| 50  | Week 3  | Chaka Demus & Pliers, Jack Radics & Taxi Gang | Twist and shout                               | 8                                 |
| 51  | Week 4  | Aerosmith                                     | Amazing                                       | 12                                |
| 52  | Week 5  | Tori Amos                                     | Cornflake girl                                | 26                                |
| 53  | Week 6  | Tag Team                                      | Whoomp! (There it is)                         | 6                                 |
| 54  | Week 7  | Toni Braxton                                  | Breathe again                                 | 7                                 |
| 55  | Week 8  | Whale                                         | Hobo humpin' slobo babe                       | 17                                |
| 56  | Week 9  | Lucilectric                                   | Mädchen                                       | 5                                 |
| 57  | Week 10 | Deep Forest                                   | Sweet Lullaby                                 | 10                                |
| 58  | Week 11 | Beck                                          | Loser                                         | 21                                |
| 59  | Week 12 | The Flavour                                   | No matter what U do (I'm gonna get with U)    | 24                                |
| 60  | Week 13 | O(+>                                          | The Most Beautiful Girl in the World          | 1(1wk)                            |
| 61  | Week 14 | Waltari                                       | So fine                                       | 18                                |
| 62  | Week 15 | Take That                                     | Everything changes                            | 7                                 |
| 63  | Week 16 | D:Ream                                        | U R the best thing                            | 25                                |
| 64  | Week 17 | Crash Test Dummies                            | Mmm mmm mmm mmm                               | 4                                 |
| 65  | Week 18 | Normaal                                       | Doe effe normaal                              | 10                                |
| 66  | Week 19 | Dulfer                                        | Streetbeats                                   | 12                                |
| 67  | Week 20 | 2 Unlimited                                   | The real thing                                | 1(2wk)                            |
| 68  | Week 21 | C.J. Lewis                                    | Sweet for my sweets                           | 4                                 |
| 69  | Week 22 | Youssou N'Dour & Neneh Cherry                 | 7 Seconds                                     | 2                                 |
| 70  | Week 23 | East 17                                       | Around the world                              | 14                                |
| 71  | Week 24 | Stiltskin                                     | Inside                                        | 7                                 |
| 72  | Week 25 | The B.C. 52's                                 | (Meet) The Flintstones                        | 5                                 |
| 73  | Week 26 | The Rolling Stones                            | Love is strong                                | 6                                 |
| 74  | Week 27 | Brooklyn Funk Essentials                      | The creator has a master plan                 | 23                                |
| 75  | Week 28 | Warp 9                                        | Whammer slammer                               | 10                                |
| 76  | Week 29 | Gun                                           | Word up                                       | 14                                |
| 77  | Week 30 | Kristine W                                    | Feel what you want                            | 5                                 |
| 78  | Week 31 | C & C Music Factory                           | Do you wanna get funky                        | 18                                |
| 79  | Week 32 | Warren G & Nate Dogg                          | Regulate                                      | 5                                 |
| 80  | Week 33 | The Riders                                    | Bang                                          | 13                                |
| 81  | Week 34 | Shampoo                                       | Trouble                                       | 16                                |
| 82  | Week 35 | Snap! & Summer                                | Welcome to tomorrow                           | 9                                 |
| 83  | Week 36 | Tinman                                        | Eighteen strings                              | 21                                |
| 84  | Week 37 | Red Dragon                                    | Compliments on your kiss                      | 20                                |
| 85  | Week 38 | Paul de Leeuw / Annie de Rooij                | Voorbij / Ik ben zo blij dat ik een vrouw ben | 2                                 |
| 86  | Week 39 | East 17                                       | Steam                                         | 13                                |
| 87  | Week 40 | Livin' Joy                                    | Dreamer                                       | 23                                |
| 88  | Week 41 | T-Spoon & Jean Shy                            | Where R U now                                 | 10                                |
| 89  | Week 42 | Golden Earring                                | Hold me now                                   | 12                                |
| 90  | Week 43 | Sheryl Crow                                   | All I wanna do                                | 10                                |
| 91  | Week 44 | Tom Jones                                     | If I only knew                                | 13                                |
| 92  | Week 45 | R.E.M.                                        | Bang and blame                                | 24                                |
| 93  | Week 46 | Heavy D & The Boyz                            | This is your night                            | 17                                |
| 94  | Week 47 | Moby                                          | Feeling so real                               | 12                                |
| 95  | Week 48 | Ini Kamoze                                    | Here comes the hotstepper                     | 16                                |
| 96  | Week 49 | Mariah Carey                                  | All I want for Christmas is you               | 5                                 |
| 97  | Week 50 | Baby D                                        | Let me be your fantasy                        | 14                                |
| 98  | Week 51 | Guns N' Roses                                 | Sympathy for the devil                        | 9                                 |
| -   | Week 52 | Geen 3FM Megahit                              | Geen 3FM Megahit                              | Geen 3FM Megahit                  |

1993 · 
1994 ·
1995 · 
1996 ·
1997 ·
1998 ·
1999 ·
2000 ·
2001 ·
2002 ·
2003 ·
2004 ·
2005 ·
2006 ·
2007 ·
2008 ·
2009 ·
2010 ·
2011 ·
2012 ·
2013 ·
2014 ·
2015 ·
2016 ·
2017 ·
2018 ·
2019 ·
2020 ·
2021 ·
2022 ·
2023 ·
2024 ·
2025